# Ёжик плюс черепаха
«Ёжик плюс черепаха» — советский кукольный мультфильм 1981 года по мотивам сказки Редьярда Киплинга «Откуда взялись броненосцы». Историю, разыгранную животными, создал режиссёр Иван Уфимцев.

## Сюжет
Мультфильм про черепашку и ёжика, которые перехитрили глупого детёныша ягуара. А в это время мама детёныша ягуара сказала ему, если он встретит ежа, то он должен бросить его в воду, а если встретит черепаху, то её нужно выцарапать из панциря. Но хитрые ёжик и черепаха поменялись друг с другом местами и совсем запутали маленького ягуара.

## Отрывок из песни
Песню «На далёкой Амазонке» Виктора Берковского и Мориса Синельникова на стихи Редьярда Киплинга в переводе Самуила Маршака поют Татьяна и Сергей Никитины.

Из Ливерпульской гавани

Всегда по четвергам,

Суда уходят в плаванье

К далёким берегам.

Плывут они в Бразилию,

Бразилию, Бразилию.

И я хочу в Бразилию —

К далёким берегам!

Только «Дон» и «Магдалина»,

Только «Дон» и «Магдалина»,

Только «Дон» и «Магдалина»

Ходят по морю туда.

Никогда вы не найдёте

В наших северных лесах

Длиннохвостых ягуаров,

Броненосных черепах.

Но в солнечной Бразилии,

Бразилии моей

Такое изобилие

Невиданных зверей.

## Съёмочная группа
| автор сценария                | Элеонора Тадэ |
| режиссёр                      | Иван Уфимцев |
| художник-постановщик          | Леонид Шварцман |
| оператор                      | Сергей Хлебников |
| мультипликаторы:              | Ирина Собинова-Кассиль, Сергей Олифиренко |
| звукооператор                 | Борис Фильчиков |
| редактор                      | Наталья Абрамова |
| роли озвучивали:              | Всеволод Ларионов — Ягуарёнок, Олег Табаков — Ёжик, Надежда Румянцева — Черепаха, Татьяна Пельтцер — Ягуариха                                                                                                |
| куклы и декорации изготовили: | Олег Масаинов, Владимир Аббакумов, Павел Гусев, Михаил Колтунов, Марина Чеснокова, Галина Филиппова, Семён Этлис, Светлана Знаменская, Наталия Гринберг, Сергей Галкин, Владимир Алисов, Екатерина Дарикович |
| песню                         | Виктора Берковского, Мориса Синельникова |
| исполняют                     | Татьяна и Сергей Никитины |
| директор картины              | Бэла Ходова |